# Menhir de Kérangallou
Le menhir de Kerangallou est un menhir situé sur la commune de Trégunc, dans le département du Finistère en France.

## Historique
Il est classé au titre des monuments historiques par arrêté du 13 mai 1930.

## Description
Le menhir est un bloc de granite de 7,40 m de hauteur pour une largeur à la base de 3 m et une épaisseur de 3 m. 

## Folklore
Selon une coutume courante à la fin du XVIIIe siècle et au XIXe siècle, les jeunes couples venaient au clair de lune se frotter le ventre nu contre la pierre, l'homme côté nord, la femme côté sud, pour obtenir un garçon. Furieux de cette pratique assimilée à du diabolisme, le recteur fit christianiser le menhir par l'ajout d'une croix à son sommet et menaça du refus de l'absolution tous ceux qui pratiqueraient ce rite, les jeunes respectèrent l'interdit pour ce menhir mais poursuivirent cette pratique au menhir de Kergleuhant distant de 400 m au sud-est.